# José Fernando de Abascal
José Fernando de Abascal y Sousa (Oviedo, 3 de junio de 1743 - Madrid, 31 de julio de 1821), fue un noble, militar y político español, mariscal de campo, 38.º virrey del Perú (1806-1816) y primer marqués de la Concordia Española del Perú.

## Dilatada carrera político-militar (1762-1804)
Era hijo de José de Abascal y Sainz de Trueba y de Gertrudis de Sousa y Sánchez. De familia oriunda del Valle del Ruesga (Cantabria), establecida en Oviedo, Abascal ingresó de cadete en el Regimiento de Infantería de Mallorca, en 1762, donde aprendió gradualmente el arte de la estrategia que de tanto le sirvió después en América. Se incorporó en la Orden de Santiago, en 1795, y en la de Carlos III. Combatió desde las playas de Argel hasta los campos del Rosellón sin desdeñar para nada su dilatado servicio en las provincias indianas comenzando con Santa Catalina y la Colonia del Sacramento, y La Habana en 1796 hasta llegar a la Intendencia de Guadalajara. En este tiempo se forjó un militar que –al igual que otros compañeros de profesión– ejerció también un mando político conforme avanzó en edad y experiencia, sabiendo siempre conjugar ambas al servicio de la monarquía hispánica. De hecho, estuvo tan ocupado en sus destinos que poco dedicó a sus asuntos personales, como fue su matrimonio tardío. 
En 1804 fue nombrado virrey del Río de la Plata. No llegó a tomar posesión del cargo, ya que fue nombrado virrey del Perú en el mismo año, cargo que no desempeñó hasta 1806, debido a que en su viaje a Lima fue apresado por los ingleses, lo que le obligó a realizar un periplo alargado y costoso que supuso el traslado de Abascal a su último destino, causado por los rápidos cambios que se dieron en la política internacional de entonces. Sin embargo a este inconveniente supo sacar partido el nuevo virrey al conocer, de primera mano, el territorio que fue objetivo de su inmediata acción de gobierno. Este hecho, fue relevante en su carrera político-militar. Se vio obligado al ascenso, desde la Intendencia de Guadalajara novohispana al virreinato del Río de la Plata, donde se vio truncado a causa del apresamiento, por parte de los ingleses, de la embarcación en la que navegaba. Su periplo desde Veracruz a La Habana y de ahí –ya preso– hasta las Azores y Lisboa fue un aldabonazo a su conciencia de estadista al que pronto puso remedio. Sacando fuerzas de flaqueza, hizo un viaje tan largo como provechoso cuando fue removido de su anterior empleo, sin estrenar siquiera, al de virrey del Perú. Jamás mandatario peruano alguno había hecho un trayecto de 3500 kilómetros de marcha terrestre entre Sacramento y Lima, cuando lo habitual había sido la ruta marítima Cádiz-La Habana-Veracruz-Panamá-Paita y de ahí, por tierra, hasta la Ciudad de los Reyes. Su aprovechamiento fue hecho por un hombre habituado a las penalidades de la vida castrense y a su olfato político.

## Su política ilustrada en Perú (1806-1808)

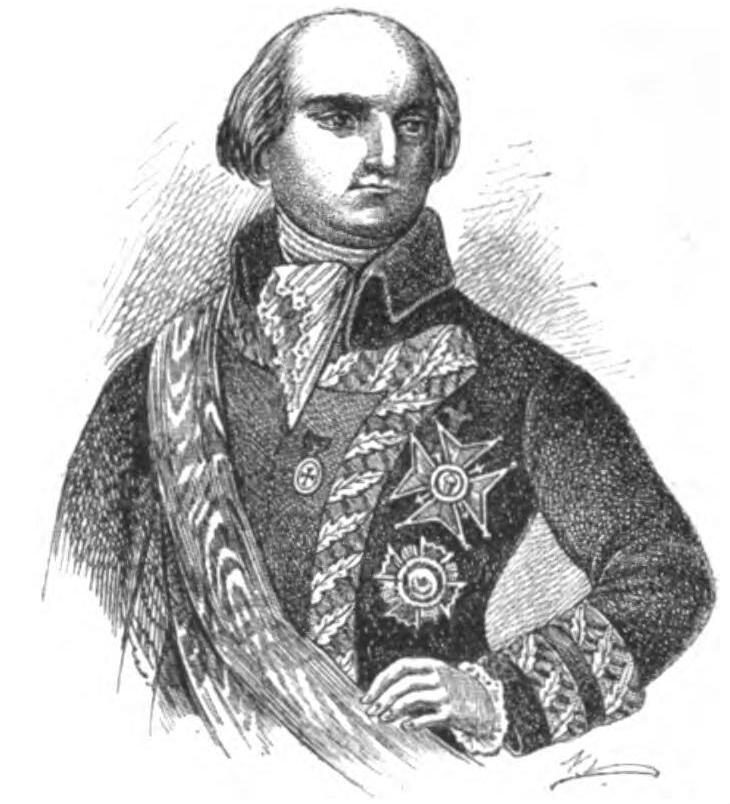
Ilustración de José Fernando de Abascal en Tradiciones peruanas.

Este período supuso el reflejo del espíritu cultivado de Abascal, que se plasmó en acciones encaminadas a favor de los súbditos españoles americanos del Perú, entendiendo estos como la élite social y a sabiendas de que toda medida tomada desde un organismo público no era baladí sino que, por el contrario, iba encaminada a granjearse las simpatías de dichos súbditos. Por este motivo, Abascal se centró en asuntos de salubridad pública, cultura y defensa, que le sirvieron de apoyo en los momentos difíciles por los que atravesó el virreinato, tanto en el interior como en el exterior del mismo.
En relación con las políticas de orden interno, el virrey se centró, como buen ilustrado que era, en aspectos sanitarios y culturales. Creó numerosas escuelas-taller y con la colaboración del pintor José del Pozo creó la Real Escuela de Pintura de Lima. Apoyó la vacunación antivariólica de los súbditos peruanos, aprovechando la expedición del doctor José Salvany y Lleopart por tierras hispanoamericanas y con el apoyo del protomédico Hipólito Unanue. Otra medida ilustrada fue la creación, fuera de los muros de la ciudad de Lima, de un cementerio para evitar enfermedades contagiosas que se pudieran acarrear del hecho de enterrar a los muertos dentro de las iglesias y conventos capitalinos, para lo cual hizo una cuantiosa inversión apoyada por aportaciones dispares y con el claro sostén del alto clero limeño así como del colegio médico. Entre el segundo tipo de medidas, surgió la creación del Colegio de Medicina y del Jardín Botánico (contando para ello con claustro de profesores, biblioteca, salas de prácticas, etc.) para la formación de galenos y especialistas, para lo que Abascal contó con muchos de los ilustres hombres peruanos y de los antiguos territorios virreinales como Quito y Santa Fe. La razón que le llevó a ello fue la observación que hizo, durante su penoso recorrido de toma de posesión, de las carencias que sufría gran parte de Sudamérica en esta materia. También empujó a los colegios de San Pablo y del Cercado para la instrucción de los hijos de la elite peruana y fundó el Colegio de Abogados capitalino, netamente criollo.
En relación con las actividades de orden externo, destacaron las llevadas a cabo en armas y dinero a favor de Santiago de Liniers y Francisco Javier de Elío en la defensa de Buenos Aires y Montevideo, respectivamente, frente a los ataques de las Invasiones Inglesas al Río de la Plata comandadas por William Beresford y John Whitelocke entre 1806 y 1807, como claro ejemplo de la nueva guerra habida entre España e Inglaterra por la hegemonía del mundo marítimo y que fueron repelidos eficazmente por los criollos. Pero el virrey Abascal no se limitó a prestar eficaz ayuda a un ataque concreto, sino que puso en marcha todo un ambicioso y acertado plan de defensa de la ciudad de Lima, el puerto del Callao y sus alrededores, la reparación de la antigua fábrica de pólvora y la reorganización del Ejército Real del Perú. Le dedicó especial atención al arma de artillería como ingenio de defensa y ataque de gran eficacia en las nuevas guerras que se avecinaban sin olvidarse, obviamente, de las armas de infantería y caballería, de entre la que destacó la creación de un regimiento de patricios (“La Concordia Española en el Perú”, cuyo nombre  fue el mismo que se le dio a  José Fernando de Abascal como título de Castilla en 1812), como símbolo de la unión entre los españoles peninsulares y americanos. Otro elemento de suma importancia en la defensa de los intereses de la corona fue la reorganización de una flotilla que custodió los mares del sur contra extranjeros e insurgentes. Todo en él fue previsión, buen juicio y eficacia, unidos al apoyo y halago de la elite social peruana de su época.

## Las repercusiones americanas de las políticas europeas (1808-1810)
En Europa las cosas llevaban años poniéndose feas –a raíz de las revueltas habidas en Francia– que afectaron tanto a España como a otros tantos países de su entorno. Sin embargo, lo peor aún estaba por llegar. Coronado Napoleón Bonaparte emperador de los franceses, se lanzó a una política de expansionismo que logró la dominación de todo el continente europeo, a excepción de los reinos peninsulares ibéricos. Con la astucia y el engaño, logró aprovecharse de la división interna de la familia real española, secuestrándola y colocando en los tronos luso e hispano a reyes bajo sus órdenes. De este modo, la Casa de Borbón había sido eliminada y las Indias –teóricamente– a su merced. En los virreinatos españoles, la noticia provocó una gran crisis. Las noticias generalmente confusas, la ineptitud de muchos de sus gobernantes para ejercer el mando y el revanchismo de parte de la elite criolla, fueron los ingredientes esperados por los revolucionarios.
Rápidamente se formó una Junta Suprema Central en España para oponerse a la usurpación francesa del Reino, siendo así que el 23 de enero de 1809, el virrey Abascal, en Lima, envió una carta a la Junta, en la que declaraba estar satisfecho por establecerse instituciones que defiendan los derechos de Fernando VII. Así, Lima reconoció a la Junta Central como gobierno legítimo.
Estallaron, de este modo, las Guerras de Independencia Hispanoamericana –una auténtica guerra civil hispanoamericana– que acabó con la segregación de las provincias de ultramar americanas respecto de la metrópoli. A pesar de que al Perú nunca llegaron tropas galas, sí llegaron emisarios a otros virreinatos, así como cartas invitando a la colaboración con el nuevo orden a varias personalidades con responsabilidad en puestos clave de gobierno. De este hecho, se aprovechó la tradicional alianza anglo-lusa para apoderarse de las ricas posesiones americanas pero, gracias a los avatares bélicos peninsulares favorables a los españoles (Bailén), pudo dicho pacto ser conjurado. Por esta misma razón, el astuto Abascal se adelantó a jurar lealtad al rey Fernando VII de Borbón, haciendo uso de su autoridad como máximo mandatario político, militar y jurídico del Perú. Inmediatamente, el virrey se lanzó a una campaña de apoyo pecuniario a favor de la causa española en el Viejo Continente, empezando por él y acabando por el súbdito más recóndito del virreinato sin olvidar a los intendentes, los comerciantes del Consulado, los miembros de la Iglesia, etcétera.
El virrey Abascal optó por regular la información que llegaba desde España y hacer una política de censura de facto, con tal de evadir posturas que pudieran ser discordantes a la estabilidad del régimen (como el lema de “[americanos] sus destinos ya no dependen ni de los ministros, ni de los virreyes, ni de los gobernadores: están en vuestras manos”), en tanto que tenía un rechazo severo a las ideas liberales por atentar al Derecho natural católico. Por ejemplo, retraso la aplicación de la orden de las Cortes de Cádiz sobre libertad de imprenta del 11 de noviembre de 1810, hasta que pudiera desarrollar una junta de censura, fundamentándose en que esas reformas radicales “conspira[ba] a la ilustración de los pueblos”. Incluso, Abascal ordenó que tuvieran menos difusión dichas reformas liberales en el Alto Perú, al ser escenario central del conflicto con los insurgentes. También se debió a que Abascal, como estadista, consideraba que los liberales gaditanos y su constitución no entendían como funcionaba realmente la organización de la sociedad política virreinal. Por ejemplo, si bien acato a la supresión de la mita y el tributo indígena, previo que, como consecuencia del discurso la Igualdad ante la ley, ello implicaría también la eliminación del tomín de hospital (Impuesto que pagaban los indios en el Perú con destino al sostenimiento de hospitales), que permitía sostener los hospitales de naturales en la República de indios, además que la anulación de privilegios impositivos, junto a la desaparición del sustento del subdelegado y recaudador, solo estaba generando que estos tendieran a apropiarse de las tierras de los caciques o arrendar las mismas con tal de obtener sustento económico, lo cual generó con el tiempo un profundo rechazo en las clases medias y bajas de la sociedad peruana a ciertas reformas, incluido los indígenas y mestizos, quienes empezaron a exigir el regreso del trato desigual ante la ley (como las instituciones del protector de indios) o el tributo indígena (aunque con un monto más moderado), apelando a argumentos similares a los que Abascal y la Real Hacienda de Lima trataron de darle a las Cortes sobre evitar su abolición (señalado que unos 756 mil pesos anuales no entrarían al erario para poder mantener la inversión en infraestructura y servicios públicos para el indígena y que Cádiz no proponía opciones de cómo evitar esta pérdida). Inclusive los sectores realistas exigirían a Abascal la derogación total de la Constitución de 1812, cosa que haría con gusto para el año 1814 y la Restauración absolutista.

antes de qe el congreso de cortes nos hubiese exonerado del tributo, una tasa fija reglaba el pago de los d.ros parroquiales qe con aquella ocasión o tomándose ese por motivo quedo arvitraria, y nosotros expuestos a exivir sien pesos en lugar de seis. Esta perjudicial ciudadanía (española) se acabó ya con el arrivo de nuestro soberano al trono, nosotros estamos reducidos a la antigua clase de tributarios; pues cesando la causa del acresentamiento de dros deben sesar estos y volver a la señalda quota qe antes tenían
I. Catacaos, 1819

## Las políticas contrarrevolucionarias del virrey Abascal (1810-1816)
“causará sin duda el mayor asombro en los siglos venideros como haya podido sostenerse la autoridad de un gobierno a tanta distancia de su metrópoli, en tiempos en que no solo no podía auxiliar a sus representantes en América, sino que necesitaba de los débiles socorros de estos”.
Jose Fernando de Abascal

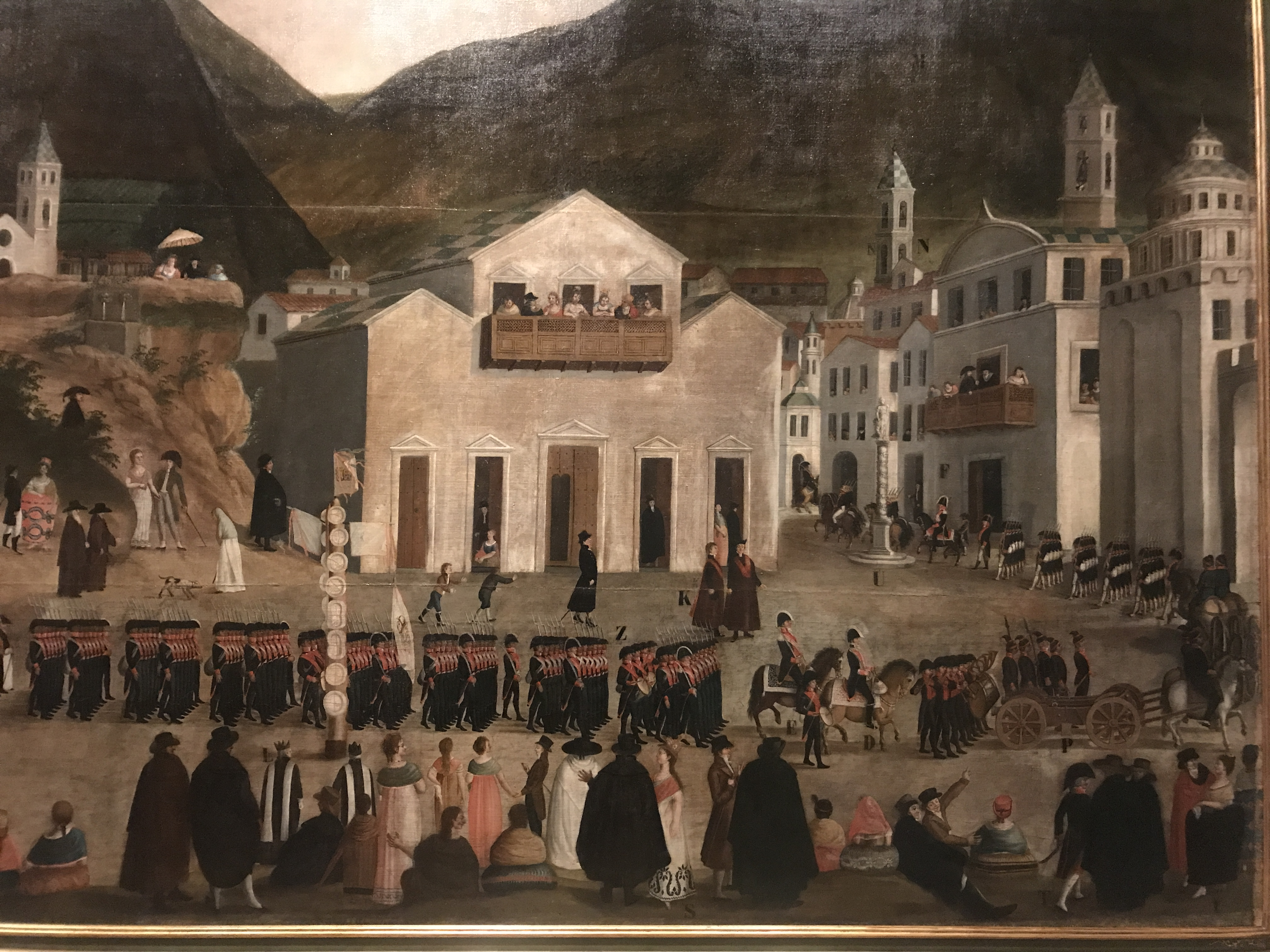
Entrada en la ciudad de Quito del Ejército Real del Perú remitidas por el virrey Abascal en 1809 - Museo de América.

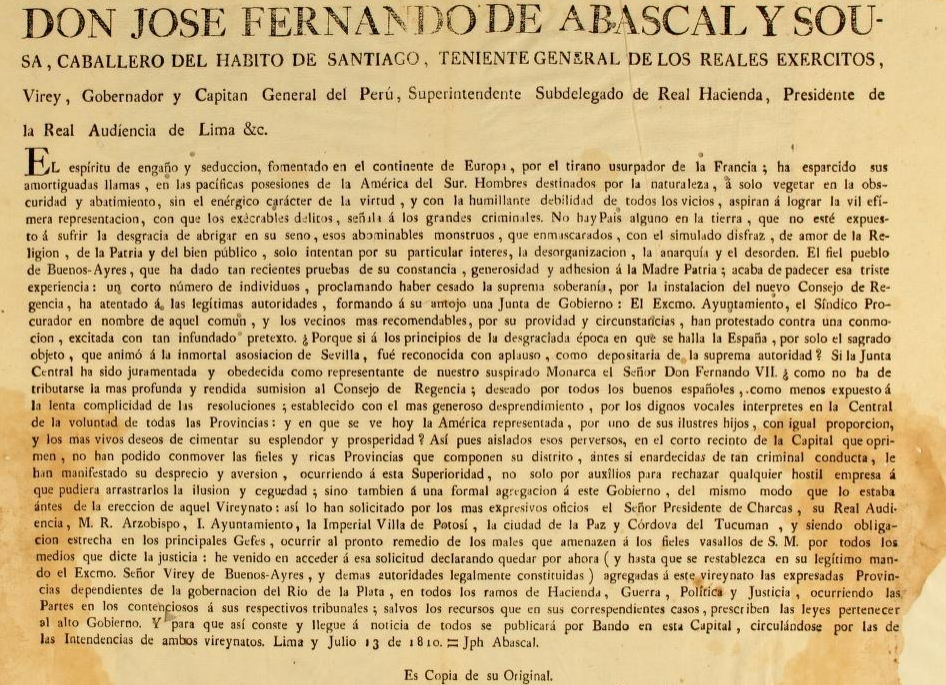
Documento del 13 de julio de 1810 agregando provisionalmente las intendencias de: La Paz, Potosí, Chuquisaca y Córdoba del Tucumán al Virreinato del Perú.

El virrey debió defender la legitimidad del cosmos hispanoamericano por medio de acciones militares con el fin de pacificar las revueltas. De hecho, las contraofensivas virreinales fueron siempre puramente defensivas frente a los ataques y rebeliones protagonizadas constantemente por los insurgentes, que se aprovecharon de la situación de descabezamiento que se dio en la península y a la dejación en sus funciones de algunos de sus representantes en América. No obstante, Abascal fue el paladín de la causa real en los virreinatos, fue la lucha de un brazo contra un continente. Cuando no había rey en España, Abascal lo fue de América.
Las acciones a favor del orden legal establecido se dieron primero en el territorio de la Real Audiencia de Quito, entre los años 1809 y 1810, por parte del conde de Ruiz de Castilla, poco apto para la ocasión y un inseguro marqués de Selva Alegre. También en la Capitanía General de Venezuela acontecieron hechos que, desde sus inicios hasta su sofocamiento por parte de las tropas peninsulares de Pablo Morillo en 1815, tuvieron relación con el Perú.
Apenas producida la Revolución de Mayo en Buenos Aires y vencida la contrarrevolución de Córdoba, Abascal declaró incorporadas provisionalmente al Virreinato del Perú, tres provincias o intendencias del Alto Perú —La Paz, Potosí y Chuquisaca— y la intendencia de Córdoba del Tucumán, asumió el control militar y la defensa de esos territorios frente a los avances de los ejércitos "de abajo".
En el propio virreinato del Perú se dieron varias revueltas, de diverso cariz, que tuvieron lugar durante los diez años de gobierno del virrey con la nota común de estrepitoso fracaso, por no existir caldo de cultivo alguno en este territorio para un levantamiento revolucionario; el Perú fue finalmente independizado por fuerzas “extranjeras” que desde el  Río de la Plata cruzaron la Cordillera de los Andes, y luego de independizar Chile, llegaron a través del Océano Pacífico al territorio peruano.
En la Capitanía General de Chile, a pesar de los intentos golpistas de José Miguel de Carrera y las cabriolas de Bernardo O'Higgins, la Reconquista real de ese territorio fue posible gracias a las tropas enviadas por Abascal desde el Perú. La victoria de la batalla de Rancagua y la captura de Santiago posibilitaron reabrir el importante comercio chileno-peruano, que sorteó los intentos de agotarlo por parte de los corsarios rioplatenses.
En el abrupto Alto Perú, lugar de marchas y contramarchas, se destacaron, por su habilidad y eficacia, José Manuel de Goyeneche y José de la Serna, estrategas que han pasado a la historia militar por su destreza en las victorias —Batalla de Huaqui, Batalla de Vilcapugio, Batalla de Ayohuma y Batalla de Viluma— donde destrozaron, una y otra vez, a las tropas porteñas. La provincia de Tarija se transformó en el límite geográfico del avance revolucionario de las provincias "de abajo", que motivaría el cambio de la planificación continental de los revolucionarios rioplatenses en su avance sobre el Virreinato del Perú, centro del poderío militar realista, lo que solo sería logrado después del retiro de Abascal.
Por su parte, el Paraguay de Gaspar Rodríguez de Francia permaneció ajeno a la lucha independentista, escindiéndose tanto del imperio español como del Río de la Plata. En cambio no bastó la tenaz defensa de Montevideo por parte de Francisco Javier de Elío para acabar en el Río de la Plata con los impulsos revolucionarios dirigidos por los sucesivos gobiernos porteños. Tras algunos triunfos iniciales, Montevideo terminó sitiada durante largo tiempo, y la caída de la ciudad en poder de los revolucionarios porteños selló el triunfo emancipador del Río de la Plata.
También influyó la Constitución de 1812 en la acción de gobierno del virrey Abascal. Los representantes peruanos a Cortes —con distinta suerte en su proyección política y personal— se integraron en las comidillas e intrigas gaditanas a favor y en contra de la figura del virrey. Se celebraron las elecciones a los de Lima y Cuzco, paradigmas de la libertad constitucional en el Perú, que se truncaron en esta última ciudad por la revuelta criolla e indígena que en ella se produjo y que tan deplorables secuelas trajo a la paz de la zona. Junto con ello llegó la libertad de imprenta, con periódicos conservadores, como la Gaceta del Gobierno de Lima o el Verdadero Peruano o pro constitucionales como El Peruano o el Satélite del Peruano, fueron frentes de batalla de la elite política virreinal empleada por absolutistas y reformistas hasta 1814. Pero el reflujo de ideas también se dio en los claustros de la Universidad Nacional Mayor de San Marcos y  de la Universidad Nacional de San Antonio Abad del Cusco, sitos en las dos principales ciudades peruanas, en los que tan pronto debatían escolásticos y novatores como se leían clandestinamente obras de La Enciclopedia bajo la constante mirada, entre condescendiente y atenta, de Abascal.
Por su parte, la Iglesia se debatió entre la fidelidad de un obispo como Bartolomé María de las Heras y la insurgencia de otro como Armendáriz, mientras que la Suprema pasaba a mejor vida sin el menor rictus en el rostro del virrey en 1813, junto con el auge de la vida conventual.
En el año 1812, Abascal prometió ofrecer indultos a todos los revolucionarios, bajo la condición de si ellos “volvían al orden y la quietud alterada”, sometiéndose al amor al rey y a la “patria” . También mencionó su convicción en acatar a los derechos y concesiones para todos los ciudadanos que recientemente las cortes españolas habían reconocido (como la igualdad con el estamento superior del Estado, la exención del tributo indígena y el repartimiento de tierras a los indígenas), argumentando que con estas reformas, ya no habría excusa alguna que haga necesaria apoyar las causas de los "patriotas", quienes a su juicio, debido a sus similares pero falsas promesas de reformismo social, habían llevado a todas las poblaciones de la España americana a la miseria, la devastación y la anarquía liberal, que fue provocado por un inútil derramamiento de sangre revolucionario.
Finalmente se dio la vuelta a la paz y tranquilidad anterior a la invasión napoleónica de España, con la restitución del rey Fernando VII en 1814, la derogación de la Carta Magna, el restablecimiento de la Inquisición, la prohibición de la libertad de prensa y el aplastamiento de los levantamientos revolucionarios en toda la América española, a excepción del Río de la Plata. Sin embargo, algo había cambiado, era el principio del fin.
En sus últimos días como virrey del Perú, Abascal se limitó a confirmar todas las reales órdenes llegadas desde Madrid, dar consejos del tipo de gobernante que necesitaban las provincias ultramarinas, rehabilitar a los jesuitas, dar carta blanca a la explotación de minas por medio de bombas de vapor y a los bancos de pesca balleneros, así como a mejorar la Ceca.
En el año 1816 Abascal recibió desde España la noticia de su cese en las funciones de virrey del Perú, ordenándose su retorno a la metrópoli. Su reemplazante fue el militar español Joaquín de la Pezuela, que había arribado al Perú en 1805 y había servido en las operaciones bélicas de Abascal. De hecho, hasta esa fecha los independentistas de Buenos Aires aún enviaban expediciones para expulsar a la dominación española del Alto Perú, manteniendo un continuo estado de guerra.
Su vuelta definitiva a España —cargado de títulos y honores, su única hija comprometida con un oficial peninsular y el reconocimiento de la elite social peruana por la que tanto hizo en los diez años más azarosos y meritorios de toda su vida— se produjo con la partida, el 13 de noviembre de aquel año, no solo del Perú sino de América, a la que ya no volvió a ver jamás.

## Descendencia
Abascal, como única heredera de sus bienes y su título nobiliario dejó a su hija María Ramona de Abascal, casada en 1815 con el entonces brigadier Juan Manuel Pereira. De esta unión, se conoció a Manuel Pereira Abascal como III marqués de la Concordia Española del Perú (se le concedió la Real Carta de Sucesión el 23 de marzo de 1852). A su muerte, el título pasó a su sobrino Juan Manuel Pereira Soto Sánchez en 1876. Finalmente, el título de Castilla del marquesado de la Concordia Española en el Perú, se extinguió en 1913.
| Predecesor: Gabriel de Avilés y del Fierro | 38.º Virrey del Perú 1806 - 1816                             | Sucesor: Joaquín de la Pezuela             |
| Predecesor: Jacobo Ugarte y Loyola         | 3.º Intendente de Guadalajara 1800 - 1804                    | Sucesor: Roque Abarca                      |
| Predecesor: —                              | 1.º Marquesado de la Concordia Española del Perú 1812 - 1821 | Sucesor: María Ramona de Abascal y Asencio |